# شهرستان شیاپو
شهرستان شیاپو (به لاتین: Xiapu County) یک شهرستان‌های جمهوری خلق چین در چین است که در نینگده واقع شده‌است.
 شهرستان شیاپو ۱٬۷۱۶ کیلومتر مربع مساحت و ۳۵۵٬۱۰۰ نفر جمعیت دارد.